# Longues-sur-Mer
Longues-sur-Mer è un comune francese di 680 abitanti situato nel dipartimento del Calvados nella regione della Normandia.

## Società

### Evoluzione demografica
Abitanti censiti